# Макс (Секретные материалы)
«Макс» (англ. «Max») — 18-й эпизод 4-го сезона сериала
«Секретные материалы». Премьера
состоялась 23 марта 1997 года на телеканале FOX.
Эпизод позволяет более подробно раскрыть так называемую «мифологию сериала», заданную в пилотной серии
Режиссёр — Роб Боумэн, авторы сценария — Крис Картер и Фрэнк Спотниц, приглашённые звёзды — Митч Пиледжи, Брендан Бейсер,
Скотт Беллис.
В США серия получила рейтинг домохозяйств Нильсена, равный 11,6, который означает, что в день
выхода серию посмотрели 18,34 миллиона человек.
Главные герои серии — Фокс Малдер (Дэвид Духовны) и Дана Скалли (Джиллиан Андерсон), агенты ФБР, расследующие сложно поддающиеся научному
объяснению преступления, называемые Секретными материалами.

## Сюжет
В данном эпизоде Малдер и Скалли продолжают расследование крушения лайнера из прошлого эпизода. В прошлом эпизоде агенты обнаруживают, что к делу причастны военные, и берут под охрану диспетчера самолетов на военной базе. Однако их выслеживают, и в перестрелке в кафе гибнет агент Пендрелл. Выясняется, что военный самолет сбил НЛО, который приблизился к самолету, чтобы отобрать Макса Фенига.